# オッドルーンの嘆き
『オッドルーンの嘆き』（古ノルド語: Oddrúnargrátr）は、古エッダに含まれる古ノルド語詩の一つである。
ニーベルング伝説の一つで、恋人グンテル王を殺されたオッドルーンの対話詩。オッドルーンはフン族の王アトリ（アッティラ）の妹。

## 内容
- 1-12節　ヘイズレクの娘ボルグニーの難産をオッドルーンが呪文を唱えて救った。
- 13-34節　オッドルーンはブルクンド族の王グンテルと恋人の仲になったが、兄アトリは結婚を許さず、かえってグンテルを蛇の牢に入れて殺した。

## 他の伝承との関係
- オッドルーンの名は古エッダで他に、「シグルズルの短詩」と「ニヴルング族の殺戮」に1か所ずつ名が見える。

「シグルズルの短詩」ではブリュンヒルドの台詞として「あなた（グンテル）は妹のオッドルーンを妻に所望されるでしょうが、アトリが許しません。あなた方はこっそりと逢瀬を楽しむようになる。彼女はあなたを愛すでしょう。」（谷口幸男訳）

 「ニヴルング族の殺戮」では、「グンナル（グンテル）はアトリの妹オッドルーンの手を求めていたが、えられなかった。」（谷口幸男訳）
- スノッリのエッダの詩語法内のニーベルング伝説にはオッドルーンは登場しない。

- 「ヴォルスンガ・サガ」の32章には「シグルズルの短詩」と同様のブリュンヒルドの台詞がみられる。